# Grabado en relieve
Se denomina grabados en relieve a los producidos mediante técnicas de impresión en las que la imagen se consigue retirando material de la plancha o matriz con distintas herramientas, de modo que la parte que queda en el plano superior se corresponde con el dibujo. Se entintará por tanto la forma en relieve y quedarán en blanco los huecos. Existen dos técnicas principales de grabado en relieve: xilografía y linografía.

## Xilografía

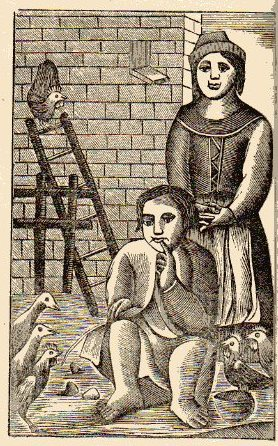
Xilografía,.

Es la técnica de grabado más antigua, en la que se emplea como matriz una superficie de madera, generalmente maderas duras como el boj, el peral o el cerezo.
El dibujo sobre la plancha puede hacerse de dos maneras; haciendo los trazos en el sentido de la veta, siguiendo la dirección de las "fibras" que conforman el tallo del árbol, o bien transversalmente, haciendo cortes perpendiculares a la dirección de las fibras que conforman el tallo del árbol. En el primer caso estaremos realizando una xilografía a fibra o al hilo, y en el segundo caso una xilografía a contrafibra o a la testa.
Sobre la matriz de madera se construye la imagen tallándola mediante herramientas con las que se rebaja la superficie de la matriz, obteniéndose huecos que corresponden al color blanco o a la ausencia de color. Suelen utilizarse cuchillos y gubias para el grabado a fibra,  mientras que para el grabado a contrafibra se emplea el buril, que permite trabajar sobre superficies más duras y obtener surcos más delgados y precisos.
Cuando se ha terminado de tallar la imagen, se entinta la matriz con un rodillo, que deposita la tinta en toda la superficie de la matriz, salvo en los huecos tallados con las gubias (los blancos). La imagen se pasa al papel utilizando una prensa vertical.

## Linografía
Se trata de una variante moderna de la xilografía, en la que se emplea el linóleo como matriz.
El procedimiento para obtener la imagen es idéntico al del grabado en madera, incidiendo sobre el linóleo con gubias, de manera que las partes vaciadas quedarán en blanco y las zonas en relieve serán las que reciban la aplicación de la tinta.
Al ser un material blando, el linóleo no presenta las dificultades de la veta de la madera, pero tampoco permite la finura del trazo que se puede lograr en la xilografía a contrafibra.